# El enigma de Catilina
El enigma de Catilina (título original en inglés, Catilina's Riddle) es una novela histórica del escritor estadounidense Steven Saylor, publicada primero por St. Martin's Press en 1993. Es el tercer libro de su serie de novelas de misterio Roma Sub Rosa ambientadas en las últimas décadas de la República Romana. El principal personaje es el detective romano Gordiano el Sabueso.

## Sinopsis
Se ambienta en el año 63 a. C., y Cicerón es cónsul de Roma. Gordiano, que en el pasado hizo trabajos para Cicerón, se ha trasladado al campo de Etruria, donde ha heredado una granja de su viejo amigo aristocrático, Lucio Claudio. Desafortunadamente, no se lleva bien con sus vecinos, todos ellos de la misma familia Claudia, que desdeñan al recién llegado y ansían hacerse con su granja. Ante los tribunales, gracias a la defensa que Cicerón hizo de sus derechos, Gordiano ha conseguido mantener su granja. A cambio, como favor, Cicerón le pide, a través de su protegido Marco Celio, que reciba en su casa al infame Lucio Sergio Catilina, que -cree Cicerón- está tramando una conspiración contra él y asumir el poder en Roma. Cuando Gordiano duda si acceder a ello o no, alguien deja en su granja un cadáver sin cabeza, que le recuerda a un enigma planteado por el propio Catilina: una enorme cabeza en cuerpo débil y un cuerpo poderoso sin cabeza. Gordiano acabará aceptando en su casa a Catilina, que logrará ganarse su respeto e incluso atraer a su segundo hijo, Metón.